# Malaisie aux Jeux olympiques d'été de 2016
La Malaisie participe aux Jeux olympiques d'été de 2016 à Rio de Janeiro, au Brésil, du 5 au 21 août 2016. Il s'agit de sa 15e participation aux Jeux olympiques d'été.

## Médaillés
| Sport                   | Discipline                              | Athlète(s)                             | Performance                                         | Date    |
| Médailles d'argent : 4  |                                         |                                        |                                                     |         |
| Plongeon                | Haut-vol à 10 mètres synchronisé femmes | Jun Hoong Cheong Pandelela Rinong Pamg | 344,34 points                                       | 9 août  |
| Badminton               | Double mixte                            | Chan Peng Soon Goh Liu Ying            | battus en finale par Ahmad / Natsir 14-21, 12-21    | 17 août |
| Badminton               | Double hommes                           | Goh V Shem Tan Wee Kiong               | battus en finale par Fu / Zhang 21-16, 11-21, 21-23 | 19 août |
| Badminton               | Simple hommes                           | Lee Chong Wei                          | battu en finale par Chen Long 18-21, 18-21          | 20 août |
| Médailles de bronze : 1 |                                         |                                        |                                                     |         |
| Cyclisme sur piste      | Keirin masculin                         | Azizulhasni Awang                      | -                                                   | 16 août |

## Badminton
| Athlète                          | Compétition   | Phase de groupes                        | Phase de groupes                       | Phase de groupes                           | Phase de groupes | 1/8e de finale   | Quarts de finale                                     | Demi-finales                            | Finale                                    | Finale     |
| Athlète                          | Compétition   | Adversaire Score                        | Adversaire Score                       | Adversaire Score                           | Rang             | Adversaire Score | Adversaire Score                                     | Adversaire Score                        | Adversaire Score                          | Rang       |
| -------------------------------- | ------------- | --------------------------------------- | -------------------------------------- | ------------------------------------------ | ---------------- | ---------------- | ---------------------------------------------------- | --------------------------------------- | ----------------------------------------- | ---------- |
| Lee Chong Wei                    | Simple hommes | bat Opti 21-2, 21-3                     | bat Wong 21-18, 21-8                   | NC                                         | 1er Gr. A        | NC               | bat Chou 21-9, 21-15                                 | bat Lin 15-21, 21-11, 22-20             | battu par Long 18-21, 18-21               | · 2e place |
| Tee Ying Yi                      | Simple dames  | bat Gavnholt 22-20, 21-15               | battue par Yamaguchi 18-21, 5-21       | NC                                         | 2e Gr. K         | Éliminée         | Éliminée                                             | Éliminée                                | Éliminée                                  | Éliminée   |
| Goh V Shem / Tan Wee Kiong       | Double hommes | battent Fuchs / Schöttler 21-14, 21-17  | battent Chew / Pongnairat 21-12, 21-10 | battent Fu / Zhang 16-21, 21-15, 21-18     | 1ers Gr. B       | NC               | battent Lee / Yoo 18-21, 21-18, 21-19                | battent Chai / Hong 21-18, 12-21, 21-17 | battus par Fu / Zhang 21-16, 11-21, 21-23 | · 2e place |
| Vivan Hoo Kah Mun / Woon Khe Wei | Double dames  | battent Olver / Smith 21-17, 24-22      | battent Poon / Tse 21-15, 21-13        | battues par Maheswari / Polii 19-21, 19-21 | 2e Gr. C         | NC               | battues par Matsutomo / Takahashi 16-21, 21-18, 9-21 | Éliminées                               | Éliminées                                 | Éliminées  |
| Chan Peng Soon / Goh Liu Ying    | Double mixte  | battent Issara / Amitrapai 21-13, 21-19 | battent Middleton / Choo 21-17, 21-15  | battus par Ahmad / Natsir 15-21, 11-21     | 2e Gr. C         | NC               | battent Mateusiak / Zięba 21-17, 21-10               | battent Xu / Ma 21-12, 21-19            | battus par Ahmad / Natsir 14-21, 12-21    | · 2e place |

## Cyclisme

### Cyclisme sur piste
Vitesse
| Athlète         | Compétition                 | Qualification | Qualification | 1er tour                 | Repêchages 1             | 2e tour                  | Repêchages 2             | Quarts de finale         | Demi-finales             | Finale                   | Finale |
| Athlète         | Compétition                 | Temps Vitesse | Rang          | Adversaire Temps Vitesse | Adversaire Temps Vitesse | Adversaire Temps Vitesse | Adversaire Temps Vitesse | Adversaire Temps Vitesse | Adversaire Temps Vitesse | Adversaire Temps Vitesse | Rang   |
| --------------- | --------------------------- | ------------- | ------------- | ------------------------ | ------------------------ | ------------------------ | ------------------------ | ------------------------ | ------------------------ | ------------------------ | ------ |
| Fatehah Mustapa | Vitesse individuelle femmes |               |               |                          |                          |                          |                          |                          |                          |                          |        |

Keirin
| Athlète           | Compétition   | 1er tour | Repêchage | 2e tour | Finale |
| Athlète           | Compétition   | Rang     | Rang      | Rang    | Rang   |
| ----------------- | ------------- | -------- | --------- | ------- | ------ |
| Azizulhasni Awang | Keirin hommes |          |           |         |        |

## Natation
| Athlète    | Épreuve     | Séries        | Séries | Demi-finales | Demi-finales | Finale   | Finale   |
| Athlète    | Épreuve     | Temps         | Rang   | Temps        | Rang         | Temps    | Rang     |
| ---------- | ----------- | ------------- | ------ | ------------ | ------------ | -------- | -------- |
| Welson Sim | 400 m libre | 3 min 51 s 57 | 34e    | NC           | NC           | Éliminée | Éliminée |

## Tir à l'arc
| Athlète                                                          | Compétition        | Tour préliminaire | Tour préliminaire | 1er tour                               | 2e tour                       | 3e tour                | Quarts de finale | Demi-finales     | Finale           | Finale |
| Athlète                                                          | Compétition        | Score             | Rang              | Adversaire Score                       | Adversaire Score              | Adversaire Score       | Adversaire Score | Adversaire Score | Adversaire Score | Rang   |
| ---------------------------------------------------------------- | ------------------ | ----------------- | ----------------- | -------------------------------------- | ----------------------------- | ---------------------- | ---------------- | ---------------- | ---------------- | ------ |
| Haziq Kamaruddin                                                 | Individuel hommes  | 645               | 50e               | Battu par Zach Garrett 0 - 6           | non qualifié                  | non qualifié           | non qualifié     | non qualifié     | non qualifié     | 51e    |
| Khairul Anuar Mohamad                                            | Individuel hommes  | 662               | 22e               | Bat Andrés Pila 6 - 2                  | Battu par Florian Floto 4 - 6 | non qualifié           | non qualifié     | non qualifié     | non qualifié     | 25e    |
| Muhammad Akmal Nor Hasrin                                        | Individuel hommes  | 635               | 55e               | Battu par Juan Ignacio Rodríguez 0 - 6 | non qualifié                  | non qualifié           | non qualifié     | non qualifié     | non qualifié     | 55e    |
| Haziq Kamaruddin Khairul Anuar Mohamad Muhammad Akmal Nor Hasrin | Par équipes hommes | 1945              | 12e               | NC                                     | NC                            | Battu par France 2 - 6 | non qualifié     | non qualifié     | non qualifié     | 12e    |